# Желтоплечий толстоклювый кардинал
Желтоплечий толстоклювый кардинал (лат. Parkerthraustes humeralis) — вид воробьиных птиц из семейства танагровых (Thraupidae), единственный в роде Parkerthraustes. В 2007—2009 годах род размещали в семействе кардиналовых (Cardinalidae).
Обитает в Боливии, Бразилии, Колумбии, Эквадоре и Перу. Естественной средой обитания являются тропические и субтропические леса.
МСОП присвоил таксону охранный статус «Виды, вызывающие наименьшие опасения» (LC).